# إدمونتوصور أنكتنز
الإدمونتوصور أنكتنز (Edmontosaurus annectens) هو نوع من ديناصورات الأورنيثوپودات الهادروصورية مسطحة الرأس، عاش خلال العصر الطباشيري المتأخر.